# La Chartre-sur-le-Loir
La Chartre-sur-le-Loir is een gemeente in het Franse departement Sarthe (regio Pays de la Loire). De plaats maakt deel uit van het arrondissement La Flèche. La Chartre-sur-le-Loir telde op 1 januari 2022 1.370 inwoners.

## Geografie
De oppervlakte van La Chartre-sur-le-Loir bedroeg op 1 januari 2022 8,3 vierkante kilometer; de bevolkingsdichtheid was toen 165,1 inwoners per km².

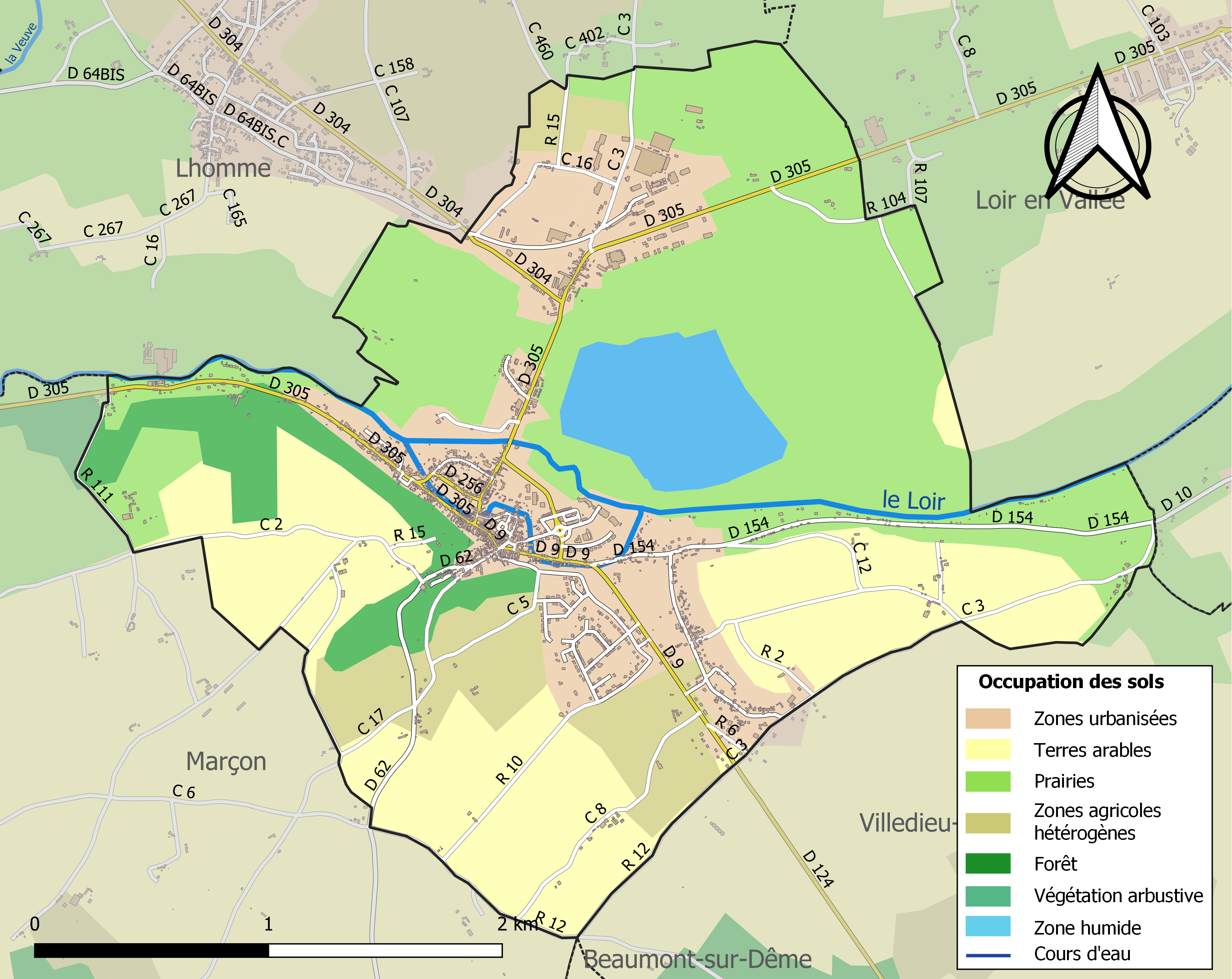
Kaart van de gemeente met de belangrijkste infrastructuur, bodemgebruik en omliggende gemeenten

## Demografie
Onderstaande figuur toont het verloop van het inwonertal (bron: INSEE-tellingen).